# IC 4568
IC 4568 је спирална галаксија у сазвјежђу Сјеверна круна која се налази на листи објеката дубоког неба у Индекс каталогу.
Деклинација објекта је + 28° 9' 7" а ректасцензија 15h 40m 7,6s. Привидна величина (магнитуда) објекта IC 4568 износи 14,5 а фотографска магнитуда 15,3. IC 4568 је још познат и под ознакама CGCG 166-28, PGC 55746.